# Вебер, Юлиан
Юлиан Вебер (нем. Julian Weber; род. 29 августа 1994, Майнц) — немецкий метатель копья, чемпион Европы 2022 года. Участник Олимпийских игр 2016 и 2020 годов. 

## Биография и спортивная карьера
Родился в Майнце 29 августа 1994 года. В 12 лет забросил занятия легкой атлетикой, чтобы сосредоточиться на гандболе. Вернулся к метанию копья четыре года спустя, сразу же отобравшись на молодежный чемпионат Германии 2011 года. Вебер быстро развивался как метатель копья, но гандбол оставил только после того, как получил травму в игре в 2012 году. На чемпионате Европы среди юниоров 2013 года в Риети Вебер стал чемпионом с личным рекордом 79,68 м.
Вебер впервые метнул дальше 80 метров в 2014 году (80,72 м), когда выиграл серебро на национальном чемпионате. В 2015 году он улучшил свой лучший результат до 81,15 м и занял пятое место на чемпионате Европы U23 в Таллине. На новый уровень вышел 2016 году, метнув копьё за 82 метра. На национальном чемпионате он снова занял второе место, но все равно не попал в состав сборной Германии на чемпионат Европы по легкой атлетике в Амстердам. 
В 2016 году Вебер был выбран представлять Германию на летних Олимпийских играх в Рио-де-Жанейро, где занял итоговое 9-е место.
В 2021 году немец впервые стал чемпионом Германии. На летних Олимпийских играх в Токио он финишировал 4-м с результатом 85,30 м. До медали ему не хватило всего 14 сантиметров.
В 2022 году он установил новый личный рекорд — 89,54 м. В июне стал чемпионом Германии во второй раз, а в августе победил на чемпионате Европы в Мюнхене.

## Лучшие результаты по сезонам
- 2013 — 79,68 м
- 2014 — 80,72 м
- 2015 — 81,15 м
- 2016 — 88,29 м
- 2017 — 85,85 м
- 2018 — 86,63 м
- 2019 — 86,86 м
- 2021 — 87,03 м
- 2022 — 89,54 м